# سیراجا (کاهتا)
سیراجا (به ترکی استانبولی: Sıraca) یک منطقهٔ مسکونی در ترکیه است که در کاهتا واقع شده‌است.